# 渡辺魁士
渡辺 魁士（わたなべ かいし、1999年8月19日 - ）は、日本の子役。
身長136cm。かつて宝映テレビプロダクションに所属。

## 人物
- フジテレビ『トリビアの泉 〜素晴らしきムダ知識〜』のトリビアの種（「お受験教育を受けている子どもが『このはしわたるべからず』という看板を見たら一休さんのように真ん中を通る子どもは100人中何人?」の回）に一般人として出演したことがある。

## 出演

### テレビドラマ
- 花より男子（2005年、TBS）美作あきら（幼少） 役
- きらきら研修医（2007年、TBS）向井竜也 役
- ハンチョウ〜神南署安積班〜シリーズ3 第10話（2010年9月6日、TBS）園田忍（幼少） 役

### その他のテレビ番組
- 週刊こどもニュース（2008年 - 2010年3月、NHK）鎌田家・次男 役

### CM
- Panasonic ヒューマンビエラ
- ライオン バファリン（ラジオCM）

### VP
- P&G ファブリーズ（声の出演）
- 法務省広報用ビデオ 2つの運命〜あなたを見つめる少年の瞳
- 永谷園 食物アレルギーのはなし

### プロモーションビデオ
- 樋井明日香『明日への光』